# Championnat d'Europe masculin de rink hockey des moins de 20 ans 2008
Navigation
Championnat d'Europe masculin -20 ans 2006 Championnat d'Europe masculin -20 ans 2010
Le championnat d'Europe de rink hockey masculin des moins de 20 ans 2008 se déroule du 29 septembre au 4 octobre 2008 à Hamm en Allemagne. La compétition est remportée par l'équipe du Portugal, qui devient ainsi championne d'Europe 2008 des moins de 20 ans.

## Participants
Sept équipes prennent part à la compétition :
- Allemagne
- Angleterre
- Espagne
- France
- Italie
- Portugal
- Suisse

## Format
La compétition se dispute selon la formule d'un championnat. Chaque équipe rencontre une fois tous ses adversaires. Toutes les rencontres ont lieu au Glückauf-Sporthalle, dans la ville de Hamm.

## Classement et résultats
Le Portugal termine invaincue à la première place devant l'Espagne, qui ne compte qu'une défaite et un nul.
L'équipe portugaise remporte pour la quinzième fois le titre de championne d'Europe.
| Rang | Équipe     | Pts | J | G | N | P | Bp | Bc | Diff |  | Résultats  |  |     |     |      |     |     |      |
| ---- | ---------- | --- | - | - | - | - | -- | -- | ---- |  | ---------- |  | --- | --- | ---- | --- | --- | ---- |
| 1    | Portugal   | 18  | 6 | 6 | 0 | 0 | 35 | 4  | +31  |  | Portugal   |  | 2-1 | 3-0 | 5-0  | 7-1 | 4-1 | 14-1 |
| 2    | Espagne    | 13  | 6 | 4 | 1 | 1 | 40 | 6  | +34  |  | Espagne    |  |     | 2-2 | 13-1 | 4-0 | 2-1 | 18-0 |
| 3    | Italie     | 10  | 6 | 3 | 1 | 2 | 23 | 14 | +9   |  | Italie     |  |     |     | 2-3  | 3-2 | 5-3 | 11-1 |
| 4    | Suisse     | 9   | 6 | 3 | 0 | 3 | 13 | 24 | -11  |  | Suisse     |  |     |     |      | 2-0 | 1-4 | 6-0  |
| 5    | Allemagne  | 6   | 6 | 2 | 0 | 4 | 14 | 17 | -3   |  | Allemagne  |  |     |     |      |     | 5-1 | 6-0  |
| 6    | France     | 6   | 6 | 2 | 0 | 4 | 18 | 18 | 0    |  | France     |  |     |     |      |     |     | 8-1  |
| 7    | Angleterre | 0   | 6 | 0 | 0 | 6 | 3  | 63 | -60  |  | Angleterre |  |     |     |      |     |     |      |

## Classement des buteurs
| Pl. | Buts | Nom              | N° | Équipe    |
| --- | ---- | ---------------- | -- | --------- |
| 1   | 10   | Enric Torner     | 9  | Espagne   |
| -   | 10   | Antonio Perez    | 2  | Espagne   |
| 3   | 9    | João Rodrigues   | 9  | Portugal  |
| 4   | 8    | Oriol Vives      | 6  | Espagne   |
| -   | 8    | Diogo Rafael     | 4  | Portugal  |
| 6   | 7    | Marco Pagnini    | 6  | Italie    |
| -   | 7    | Alberto Bertoldi | 3  | Italie    |
| 8   | 6    | Kevin Karschau   | 2  | Allemagne |
| 9   | 5    | Antonio Baliu    | 4  | Espagne   |
| -   | 5    | Daniel Coelho    | 7  | Portugal  |